# The Zeros
The Zeros est un groupe de punk rock américain, originaire de Chula Vista, en Californie. Il est formé en 1976. Parfois comparés aux Ramones, le groupe est considéré comme pionnier du punk rock de la côte ouest américaine

## Biographie
En 1977, The Zeros jouent leur premier concert à Los Angeles à l'Orpheum Theater. The Germs y participent, suivis par The Zeros puis The Weirdos. Le concert est promu par Peter Case des Nerves qui sera plus tard chanteur des Breakaways et Plimsouls. Le premier single des Zeros, Wimp b/w Don't Push Me Around, est publié en 1977 au label Bomp! Records.
En 1978, Penalosa quitte brièvement le groupe pour jouer et vivre à Los Angeles, et est remplacé par Guy Lopez, le frère de Robert Lopez. Peu après, Robert part pour vivre à Los Angeles et son frère quitte aussi les Zeros. Penalosa se joint au groupe, qui continue dans sa lignée comme trio, et se relocalise à San Francisco. En mars 1979, le magazine britannique NME rapporte que « des émeutes de punk ont fait surface aux États-Unis, lorsque la police de Los Angeles est intervenue lors d'un concert des Zeros au Elks Hall. » En 1980, le groupe enregistre un nouveau single, qui comprend les chansons They Say That (Everything's Alright), Girl on the Block et Getting Nowhere Fast. Après quelques tournées à Austin, Texas, et New York, le groupe se sépare.
En 1995, le groupe refait surface avec un nouvel album, Knockin' Me Dead. Les Zeros se réuniront pour tourner en Espagne au début de 2007. Les quatre membres de réunissent pour tourner sur la côte ouest américaine commençant par San Diego en juin 2009,. En octobre 2010, les Zeros embarquent sur la côte est.

## Membres
- El Vez - chant
- Javier Escovedo - guitare
- Hector Penalosa - basse
- Baba Chenelle - batterie

## Discographie
- 1977 : Wimp b/w Don't Push Me Around
- 1978 : Beat Your Heart Out b/w Wild Weekend
- 1980 : Getting Nowhere Fast b/w They Say That (Everything's Alright)
- 1991 : Don't Push Me Around
- 1992 : Right Now!
- 1994 : Knocking Me Dead